# Seznam ocenění a nominací Dej mi své jméno
Toto je seznam ocenění a nominací filmu Dej mi své jméno.

## Ocenění a nominace
| Ocenění                                         | Datum ceremoniálu  | Kategorie                                                         | Nominovaný                                                      | Výsledek          |
| ----------------------------------------------- | ------------------ | ----------------------------------------------------------------- | --------------------------------------------------------------- | ----------------- |
| AACTA International Awards                      | 5. ledna 2018      | Nejlepší film                                                     | Dej mi své jméno                                                | nominace          |
| AACTA International Awards                      | 5. ledna 2018      | Nejlepší režie                                                    | Luca Guadagnino                                                 | nominace          |
| AACTA International Awards                      | 5. ledna 2018      | Nejlepší scénář                                                   | James Ivory                                                     | nominace          |
| AACTA International Awards                      | 5. ledna 2018      | Nejlepší herec v hlavní roli                                      | Timothée Chalamet                                               | nominace          |
| AACTA International Awards                      | 5. ledna 2018      | Nejlepší herec ve vedlejší roli                                   | Armie Hammer                                                    | nominace          |
| AARP's Movies for Grownups Awards               | 5. února 2018      | Nejlepší scénář                                                   | James Ivory                                                     | nominace          |
| African-American Film Critics Association       | 12. prosince 2017  | Nejlepších deset filmů roku 2017                                  | Dej mi své jméno                                                | vítězství         |
| Alliance of Women Film Journalists              | 9. ledna 2018      | Nejlepší film                                                     | Dej mi své jméno                                                | nominace          |
| Alliance of Women Film Journalists              | 9. ledna 2018      | Nejlepší herec v hlavní roli                                      | Timothée Chalamet                                               | nominace          |
| Alliance of Women Film Journalists              | 9. ledna 2018      | Nejlepší adaptovaný scénář                                        | James Ivory                                                     | vítězství         |
| Alliance of Women Film Journalists              | 9. ledna 2018      | Nejlepší herec ve vedlejší roli                                   | Michael Stuhlbarg                                               | nominace          |
| Austin Film Critics Association                 | 8. ledna 2018      | Nejlepší film                                                     | Dej mi své jméno                                                | nominace          |
| Austin Film Critics Association                 | 8. ledna 2018      | Nejlepší herec v hlavní roli                                      | Timothée Chalamet                                               | vítězství         |
| Austin Film Critics Association                 | 8. ledna 2018      | Nejlepší herec ve vedlejší roli                                   | Armie Hammer                                                    | nominace          |
| Austin Film Critics Association                 | 8. ledna 2018      | Nejlepší herec ve vedlejší roli                                   | Michael Stuhlbarg                                               | nominace          |
| Austin Film Critics Association                 | 8. ledna 2018      | Nejlepší adaptovaný scénář                                        | James Ivory                                                     | vítězství         |
| Austin Film Critics Association                 | 8. ledna 2018      | Objev roku                                                        | Timothée Chalamet                                               | vítězství         |
| Austin Film Critics Association                 | 8. ledna 2018      | Nejlepších deset filmů roku 2017                                  | Dej mi své jméno                                                | 2. místo          |
| Americký filmový institut                       | 5. ledna 2018      | Nejlepších deset filmů roku 2017                                  | Dej mi své jméno                                                | vítězství         |
| Berlínský mezinárodní filmový festival          | 17. února 2017     | Teddy Award                                                       | Dej mi své jméno                                                | nominace          |
| Boston Society of Film Critics                  | 10. prosince 2017  | Nejlepší herec v hlavní roli                                      | Timothée Chalamet                                               | 2. místo          |
| Boston Online Film Critics Association          | 9. prosince 2017   | Nejlepších deset filmů roku 2017                                  | Dej mi své jméno                                                | 3. místo          |
| Boston Online Film Critics Association          | 9. prosince 2017   | Nejlepší herec v hlavní roli                                      | Timothée Chalamet                                               | vítězství         |
| Cena národní společnosti filmových kritiků      | 6. ledna 2018      | Nejlepší herec v hlavní roli                                      | Timothée Chalamet                                               | 3. místo          |
| Cena národní společnosti filmových kritiků      | 6. ledna 2018      | Nejlepší herec ve vedlejší roli                                   | Michael Stuhlbarg                                               | 2. místo          |
| Central Ohio Film Critics Association           | 4. ledna 2018      | Nejlepší adaptovaný scénář                                        | James Ivory                                                     | nominace          |
| Central Ohio Film Critics Association           | 4. ledna 2018      | Nejlepší herec v hlavní roli                                      | Timothée Chalamet                                               | nominace          |
| Central Ohio Film Critics Association           | 4. ledna 2018      | Nejlepší herec ve vedlejší roli                                   | Michael Stuhlbarg                                               | nominace          |
| Central Ohio Film Critics Association           | 4. ledna 2018      | Nejlepší kamera                                                   | Sayombhu Mukdeeprom                                             | nominace          |
| Central Ohio Film Critics Association           | 4. ledna 2018      | Herec roku (pro příkladnou práci)                                 | Timothée Chalamet                                               | nominace          |
| Central Ohio Film Critics Association           | 4. ledna 2018      | Objev roku                                                        | Timothée Chalamet                                               | nominace          |
| Critics' Choice Awards                          | 11. ledna 2018     | Nejlepší film                                                     | Dej mi své jméno                                                | nominace          |
| Critics' Choice Awards                          | 11. ledna 2018     | Nejlepší režie                                                    | Luca Guadagnino                                                 | nominace          |
| Critics' Choice Awards                          | 11. ledna 2018     | Nejlepší herec v hlavní roli                                      | Timothée Chalamet                                               | nominace          |
| Critics' Choice Awards                          | 11. ledna 2018     | Nejlepší herec ve vedlejší roli                                   | Armie Hammer                                                    | nominace          |
| Critics' Choice Awards                          | 11. ledna 2018     | Nejlepší herec ve vedlejší roli                                   | Michael Stuhlbarg                                               | nominace          |
| Critics' Choice Awards                          | 11. ledna 2018     | Nejlepší adaptovaný scénář                                        | James Ivory                                                     | vítězství         |
| Critics' Choice Awards                          | 11. ledna 2018     | Nejlepší kamera                                                   | Sayombhu Mukdeeprom                                             | nominace          |
| Critics' Choice Awards                          | 11. ledna 2018     | Nejlepší skladba                                                  | „Mystery of Love“ – Sufjan Stevens                              | nominace          |
| Dallas–Fort Worth Film Critics Association      | 13. prosince 2017  | Nejlepší film                                                     | Dej mi své jméno                                                | 4. místo          |
| Dallas–Fort Worth Film Critics Association      | 13. prosince 2017  | Nejlepší herec v hlavní roli                                      | Timothée Chalamet                                               | 4. místo          |
| Dallas–Fort Worth Film Critics Association      | 13. prosince 2017  | Nejlepší herec ve vedlejší roli                                   | Armie Hammer                                                    | 4. místo          |
| Denver Film Critics Society                     | 15. ledna 2018     | Nejlepší film                                                     | Dej mi své jméno                                                | nominace          |
| Denver Film Critics Society                     | 15. ledna 2018     | Nejlepší režisér                                                  | Luca Guadagnino                                                 | nominace          |
| Denver Film Critics Society                     | 15. ledna 2018     | Nejlepší adaptovaný scénář                                        | James Ivory                                                     | vítězství         |
| Denver Film Critics Society                     | 15. ledna 2018     | Nejlepší herec v hlavní roli                                      | Timothée Chalamet                                               | nominace          |
| Denver Film Critics Society                     | 15. ledna 2018     | Nejlepší herec ve vedlejší roli                                   | Armie Hammer                                                    | nominace          |
| Denver Film Critics Society                     | 15. ledna 2018     | Nejlepší filmová píseň                                            | „Mystery of Love“                                               | nominace          |
| Denver Film Critics Society                     | 15. ledna 2018     | Nejlepší filmová píseň                                            | „Visions of Gideon“                                             | nominace          |
| Detroit Film Critics Society                    | 7. prosince 2017   | Nejlepší herec v hlavní roli                                      | Timothée Chalamet                                               | nominace          |
| Detroit Film Critics Society                    | 7. prosince 2017   | Nejlepší herec ve vedlejší roli                                   | Michael Stuhlbarg                                               | nominace          |
| Detroit Film Critics Society                    | 7. prosince 2017   | Objev roku                                                        | Timothée Chalamet                                               | nominace          |
| Dublin Film Critics' Circle                     | 13. prosince 2017  | Nejlepší film                                                     | Dej mi své jméno                                                | 7. místo          |
| Dublin Film Critics' Circle                     | 13. prosince 2017  | Nejlepší herec ve vedlejší roli                                   | Timothée Chalamet                                               | 4. místo          |
| Dublin Film Critics' Circle                     | 13. prosince 2017  | Nejlepší herec ve vedlejší roli                                   | Armie Hammer                                                    | 6. místo          |
| Dublin Film Critics' Circle                     | 13. prosince 2017  | Nejlepší kamera                                                   | Sayombhu Mukdeeprom                                             | 2. místo          |
| Dorian Awards                                   | 24. února 2018     | Nejlepší film                                                     | Dej mi své jméno                                                | vítězství         |
| Dorian Awards                                   | 24. února 2018     | Nejlepší režie (film nebo televize)                               | Luca Guadagnino                                                 | nominace          |
| Dorian Awards                                   | 24. února 2018     | Nejlepší herec v hlavní roli                                      | Timothée Chalamet                                               | vítězství         |
| Dorian Awards                                   | 24. února 2018     | Nejlepší herec ve vedlejší roli                                   | Armie Hammer                                                    | nominace          |
| Dorian Awards                                   | 24. února 2018     | Nejlepší herec ve vedlejší roli                                   | Michael Stuhlbarg                                               | vítězství         |
| Dorian Awards                                   | 24. února 2018     | Film roku LGBTQ                                                   | Dej mi své jméno                                                | vítězství         |
| Dorian Awards                                   | 24. února 2018     | Nejlepší scénář (film nebo televize)                              | James Ivory                                                     | nominace          |
| Dorian Awards                                   | 24. února 2018     | Vizuálně natočený film                                            | Dej mi své jméno                                                | nominace          |
| Dorian Awards                                   | 24. února 2018     | Objev roku                                                        | Timothée Chalamet                                               | vítězství         |
| Florida Film Critics Circle                     | 23. prosince 2017  | Nejlepší film                                                     | Dej mi své jméno                                                | nominace          |
| Florida Film Critics Circle                     | 23. prosince 2017  | Nejlepší herec v hlavní roli                                      | Timothée Chalamet                                               | vítězství         |
| Florida Film Critics Circle                     | 23. prosince 2017  | Nejlepší herec ve vedlejší roli                                   | Armie Hammer                                                    | nominace          |
| Florida Film Critics Circle                     | 23. prosince 2017  | Nejlepší herec ve vedlejší roli                                   | Michael Stuhlbarg                                               | nominace          |
| Florida Film Critics Circle                     | 23. prosince 2017  | Nejlepší adaptovaný scénář                                        | James Ivory                                                     | vítězství         |
| Florida Film Critics Circle                     | 23. prosince 2017  | Objev roku                                                        | Timothée Chalamet                                               | vítězství         |
| Filmová cena Britské akademie                   | 18. února 2018     | Nejlepší film                                                     | Dej mi své jméno                                                | nominace          |
| Filmová cena Britské akademie                   | 18. února 2018     | Nejlepší režie                                                    | Luca Guadagnino                                                 | nominace          |
| Filmová cena Britské akademie                   | 18. února 2018     | Nejlepší adaptovaný scénář                                        | James Ivory                                                     | vítězství         |
| Filmová cena Britské akademie                   | 18. února 2018     | Nejlepší herec v hlavní roli                                      | Timothée Chalamet                                               | nominace          |
| Filmový festival v Adelaide                     | 12. října 2017     | Nejlepší film                                                     | Dej mi své jméno                                                | nominace          |
| Filmový festival v Sydney                       | 18. června 2017    | Ocenění publika                                                   | Dej mi své jméno                                                | 2. místo          |
| Filmový festival v Sydney                       | 18. června 2017    | Ocenění publika                                                   | Dej mi své jméno                                                | 2. místo          |
| Georgia Film Critics Association                | 12. ledna 2018     | Nejlepší film                                                     | Dej mi své jméno                                                | nominace          |
| Georgia Film Critics Association                | 12. ledna 2018     | Nejlepší herec v hlavní roli                                      | Timothée Chalamet                                               | nominace          |
| Georgia Film Critics Association                | 12. ledna 2018     | Nejlepší herec ve vedlejší roli                                   | Michael Stuhlbarg                                               | nominace          |
| Georgia Film Critics Association                | 12. ledna 2018     | Nejlepší adaptovaný scénář                                        | James Ivory                                                     | nominace          |
| Georgia Film Critics Association                | 12. ledna 2018     | Nejlepší filmová skladba                                          | „Mystery of Love“                                               | nominace          |
| Georgia Film Critics Association                | 12. ledna 2018     | Objev roku                                                        | Timothée Chalamet                                               | nominace          |
| Golden Tomato Awards                            | 4. ledna 2018      | Nejlepší limitované vydání                                        | Dej mi své jméno                                                | vítězství         |
| Golden Tomato Awards                            | 4. ledna 2018      | Nejlepší romantický film                                          | Dej mi své jméno                                                | 2. místo          |
| Gotham Awards                                   | 27. listopadu 2017 | Nejlepší film                                                     | Dej mi své jméno                                                | vítězství         |
| Gotham Awards                                   | 27. listopadu 2017 | Nejlepší scénář                                                   | James Ivory                                                     | nominace          |
| Gotham Awards                                   | 27. listopadu 2017 | Objev roku                                                        | Timothée Chalamet                                               | vítězství         |
| Guild of Music Supervisors Awards               | 8. února 2018      | Nejlepší supervize hudby u filmu s rozpočtem pod 5 milionů dolarů | Robin Urdang                                                    | vítězství         |
| Guild of Music Supervisors Awards               | 8. února 2018      | Nejlepší filmová skladba                                          | „Mystery of Love“                                               | vítězství         |
| Hollywood Film Awards                           | 6. listopadu 2017  | Objev roku (herec)                                                | Timothée Chalamet                                               | vítězství         |
| Houston Film Critics Society                    | 6. ledna 2018      | Nejlepší snímek                                                   | Dej mi své jméno                                                | nominace          |
| Houston Film Critics Society                    | 6. ledna 2018      | Nejlepší herec v hlavní roli                                      | Timothée Chalamet                                               | nominace          |
| Houston Film Critics Society                    | 6. ledna 2018      | Nejlepší herec ve vedlejší roli                                   | Michael Stuhlbarg                                               | nominace          |
| Houston Film Critics Society                    | 6. ledna 2018      | Nejlepší kamera                                                   | Sayombhu Mukdeeprom                                             | nominace          |
| Houston Film Critics Society                    | 6. ledna 2018      | Nejlepší původní skladba                                          | „Visions of Gideon“                                             | nominace          |
| Chéries-Chéris                                  | 21. listopadu 2017 | Největší cena                                                     | Dej mi své jméno                                                | vítězství         |
| Chicago Film Critics Association                | 12. prosince 2017  | Nejlepší film                                                     | Dej mi své jméno                                                | nominace          |
| Chicago Film Critics Association                | 12. prosince 2017  | Nejlepší režie                                                    | Luca Guadagnino                                                 | nominace          |
| Chicago Film Critics Association                | 12. prosince 2017  | Nejlepší herec v hlavní roli                                      | Timothée Chalamet                                               | vítězství         |
| Chicago Film Critics Association                | 12. prosince 2017  | Nejlepší adaptovaný scénář                                        | James Ivory                                                     | vítězství         |
| Chicago Film Critics Association                | 12. prosince 2017  | Nejlepší herec ve vedlejší roli                                   | Armie Hammer                                                    | nominace          |
| Chicago Film Critics Association                | 12. prosince 2017  | Nejlepší herec ve vedlejší roli                                   | Michael Stuhlbarg                                               | nominace          |
| Chicago Film Critics Association                | 12. prosince 2017  | Nejlepší střih                                                    | Walter Fasano                                                   | nominace          |
| Chicago Film Critics Association                | 12. prosince 2017  | Nejslibnější umělec                                               | Timothée Chalamet                                               | vítězství         |
| Independent Spirit Awards                       | 3. března 2018     | Nejlepší film                                                     | Dej mi své jméno                                                | nominace          |
| Independent Spirit Awards                       | 3. března 2018     | Nejlepší režie                                                    | Luca Guadagnino                                                 | nominace          |
| Independent Spirit Awards                       | 3. března 2018     | Nejlepší herec v hlavní roli                                      | Timothée Chalamet                                               | vítězství         |
| Independent Spirit Awards                       | 3. března 2018     | Nejlepší herec ve vedlejší roli                                   | Armie Hammer                                                    | nominace          |
| Independent Spirit Awards                       | 3. března 2018     | Nejlepší kamera                                                   | Sayombhu Mukdeeprom                                             | vítězství         |
| Independent Spirit Awards                       | 3. března 2018     | Nejlepší střih                                                    | Walter Fasano                                                   | nominace          |
| IndieWire Critic's Poll                         | 19. prosince 2017  | Nejlepší film                                                     | Dej mi své jméno                                                | 7. místo          |
| IndieWire Critic's Poll                         | 19. prosince 2017  | Nejlepší režie                                                    | Luca Guadagnino                                                 | 2. místo          |
| IndieWire Critic's Poll                         | 19. prosince 2017  | Nejlepší herec v hlavní roli                                      | Timothée Chalamet                                               | vítězství         |
| IndieWire Critic's Poll                         | 19. prosince 2017  | Nejlepší herec ve vedlejší roli                                   | Armie Hammer                                                    | 3. místo          |
| IndieWire Critic's Poll                         | 19. prosince 2017  | Nejlepší herec ve vedlejší roli                                   | Michael Stuhlbarg                                               | 4. místo          |
| IndieWire Critic's Poll                         | 19. prosince 2017  | Nejlepší scénář                                                   | Dej mi své jméno                                                | 3. místo          |
| IndieWire Critic's Poll                         | 19. prosince 2017  | Nejlepší kamera                                                   | Dej mi své jméno                                                | 4. místo          |
| Iowa Film Critics Association                   | 9. ledna 2018      | Nejlepší herec v hlavní roli                                      | Timothée Chalamet                                               | nominace          |
| Iowa Film Critics Association                   | 9. ledna 2018      | Nejlepší herec ve vedlejší roli                                   | Armie Hammer                                                    | nominace          |
| Iowa Film Critics Association                   | 9. ledna 2018      | Nejlepší hudba                                                    | Dej mi své jméno                                                | nominace          |
| Jameson CineFest                                | 17. září 2017      | Cena Emerica Pressburgera                                         | Dej mi své jméno                                                | nominace          |
| Filmový festival v Lisabonu                     | 26. listopadu 2017 | Nejlepší film                                                     | Dej mi své jméno                                                | nominace          |
| Filmový festival v Lisabonu                     | 26. listopadu 2017 | Ocenění publika                                                   | Dej mi své jméno                                                | vítězství         |
| Las Vegas Film Critics Society                  | 18. prosince 2017  | Nejlepší film                                                     | Dej mi své jméno                                                | 8. místo          |
| Las Vegas Film Critics Society                  | 18. prosince 2017  | Nejlepší adaptovaný scénář                                        | James Ivory                                                     | 2. místo          |
| Los Angeles Film Critics Association            | 13. ledna 2018     | Nejlepší film                                                     | Dej mi své jméno                                                | vítězství         |
| Los Angeles Film Critics Association            | 13. ledna 2018     | Nejlepší režie                                                    | Luca Guadagnino                                                 | vítězství         |
| Los Angeles Film Critics Association            | 13. ledna 2018     | Nejlepší herec v hlavní roli                                      | Timothée Chalamet                                               | vítězství         |
| London Film Critics' Circle                     | 28. ledna 2018     | Nejlepší film                                                     | Dej mi své jméno                                                | nominace          |
| London Film Critics' Circle                     | 28. ledna 2018     | Nejlepší režie                                                    | Luca Guadagnino                                                 | nominace          |
| London Film Critics' Circle                     | 28. ledna 2018     | Nejlepší herec v hlavní roli                                      | Timothée Chalamet                                               | vítězství         |
| London Film Critics' Circle                     | 28. ledna 2018     | Nejlepší herec ve vedlejší roli                                   | Armie Hammer                                                    | nominace          |
| London Film Critics' Circle                     | 28. ledna 2018     | Nejlepší scénář                                                   | James Ivory                                                     | nominace          |
| Mediální cena GLAAD                             | 12. dubna 2018     | Nejlepší film – velké rozšíření                                   | Dej mi své jméno                                                | dosud nevyhlášeno |
| Mezinárodní filmový festival v Melbourne        | 20. srpna 2017     | Ocenění publika                                                   | Dej mi své jméno                                                | vítězství         |
| Mezinárodní filmový festival v Gentu            | 20. října 2017     | Největší cena                                                     | Dej mi své jméno                                                | nominace          |
| Mezinárodní filmový festival v Gentu            | 20. října 2017     | Explore Award                                                     | Dej mi své jméno                                                | vítězství         |
| Mezinárodní filmový festival v Adelaide         | 12. října 2017     | Nejlepší film                                                     | Dej mi své jméno                                                | nominace          |
| Mezinárodní filmový festival v La Roche-sur-Yon | 22. října 2017     | Speciální ocenění porotou                                         | Dej mi své jméno                                                | vítězství         |
| Mezinárodní filmový festival v Palm Springs     | 2. ledna 2018      | Ocenění stoupající hvězda                                         | Timothée Chalamet                                               | vítězství         |
| Mezinárodní filmový festival v San Sebastiánu   | 29. září 2017      | Ocenění Sebastiane                                                | Dej mi své jméno                                                | nominace          |
| Mezinárodní filmový festival v Santa Barbaře    | 31. ledna 2018     | Ocenění Virtuoso                                                  | Timothée Chalamet                                               | vítězství         |
| Mezinárodní filmový festival v St. Louis        | 12. listopadu 2017 | Ocenění publika                                                   | Dej mi své jméno                                                | vítězství         |
| National Board of Review                        | 9. ledna 2018      | Nejlepších deset filmů roku 2017                                  | Dej mi své jméno                                                | vítězství         |
| National Board of Review                        | 9. ledna 2018      | Objev roku                                                        | Timothée Chalamet                                               | vítězství         |
| National Society of Film Critics                | 6. ledna 2018      | Nejlepší herec v hlavní roli                                      | Timothée Chalamet                                               | 3. místo          |
| National Society of Film Critics                | 6. ledna 2018      | Nejlepší herec ve vedlejší roli                                   | Michael Stuhlbarg                                               | 2. místo          |
| New York Film Critics Circle                    | 3. ledna 2018      | Nejlepší herec v hlavní roli                                      | Timothée Chalamet                                               | vítězství         |
| New York Film Critics Online                    | 10. prosince 2017  | Objev roku                                                        | Timothée Chalamet                                               | vítězství         |
| New York Film Critics Online                    | 10. prosince 2017  | Nejlepších deset filmů roku 2017                                  | Dej mi své jméno                                                | vítězství         |
| North Carolina Film Critics Association         | 2. ledna 2018      | Nejlepší adaptovaný scénář                                        | James Ivory                                                     | vítězství         |
| North Carolina Film Critics Association         | 2. ledna 2018      | Nejlepší mužský herecký výkon v hlavní roli                       | Timothée Chalamet                                               | nominace          |
| Online Film Critics Society                     | 28. prosince 2017  | Nejlepší film                                                     | Dej mi své jméno                                                | nominace          |
| Online Film Critics Society                     | 28. prosince 2017  | Nejlepší herec v hlavní roli                                      | Timothée Chalamet                                               | nominace          |
| Online Film Critics Society                     | 28. prosince 2017  | Nejlepší herec ve vedlejší roli                                   | Armie Hammer                                                    | nominace          |
| Online Film Critics Society                     | 28. prosince 2017  | Objev roku                                                        | Timothée Chalamet                                               | vítězství         |
| Online Film Critics Society                     | 28. prosince 2017  | Nejlepší adaptovaný scénář                                        | James Ivory                                                     | vítězství         |
| Online Film & Television Association            | 11. únor 2018      | Nejlepší film                                                     | Dej mi své jméno                                                | 4. místo          |
| Online Film & Television Association            | 11. únor 2018      | Nejlepší herec v hlavní roli                                      | Timothée Chalamet                                               | vítězství         |
| Online Film & Television Association            | 11. únor 2018      | Nejlepší herec ve vedlejší roli                                   | Armie Hammer                                                    | nominace          |
| Online Film & Television Association            | 11. únor 2018      | Nejlepší herec ve vedlejší roli                                   | Michael Stuhlbarg                                               | nominace          |
| Online Film & Television Association            | 11. únor 2018      | Objev roku – herec                                                | Timothée Chalamet                                               | vítězství         |
| Online Film & Television Association            | 11. únor 2018      | Nejlepší casting                                                  | Dej mi své jméno                                                | nominace          |
| Online Film & Television Association            | 11. únor 2018      | Nejlepší režie                                                    | Luca Guadagnino                                                 | nominace          |
| Online Film & Television Association            | 11. únor 2018      | Nejlepší adaptovaný scénář                                        | James Ivory                                                     | vítězství         |
| Online Film & Television Association            | 11. únor 2018      | Nejlepší filmová píseň                                            | „Mystery of Love“                                               | nominace          |
| Online Film & Television Association            | 11. únor 2018      | Nejlepší filmová píseň                                            | „Visions of Gideon“                                             | nominace          |
| Online Film & Television Association            | 11. únor 2018      | Nejlepší kamera                                                   | Dej mi své jméno                                                | nominace          |
| Online Film & Television Association            | 11. únor 2018      | Nejlepší název                                                    | Dej mi své jméno                                                | nominace          |
| Online Film & Television Association            | 11. únor 2018      | Nejlepší filmový moment                                           | Dej mi své jméno                                                | nominace          |
| Online Film & Television Association            | 11. únor 2018      | Nejlepší trailer                                                  | Trailer #1                                                      | nominace          |
| Online Film & Television Association            | 11. únor 2018      | Nejlepší filmový plakát                                           | Dej mi své jméno                                                | nominace          |
| Oscar                                           | 4. března 2018     | Nejlepší film                                                     | Dej mi své jméno                                                | nominace          |
| Oscar                                           | 4. března 2018     | Nejlepší herec v hlavní roli                                      | Timothée Chalamet                                               | nominace          |
| Oscar                                           | 4. března 2018     | Nejlepší adaptovaný scénář                                        | James Ivory                                                     | vítězství         |
| Oscar                                           | 4. března 2018     | Nejlepší filmová píseň                                            | „Mystery of Love“                                               | nominace          |
| Producers Guild of America Awards               | 20. ledna 2018     | Nejlepší producenti – film                                        | Peter Spears, Luca Guadagnino, Emilie Georges, a Marco Morabito | nominace          |
| Phoenix Film Critics Society                    | 19. prosince 2017  | Nejlepší adaptovaný scénář                                        | James Ivory                                                     | nominace          |
| Phoenix Film Critics Society                    | 19. prosince 2017  | Nejlepší filmová píseň                                            | „Mystery of Love“                                               | nominace          |
| Phoenix Film Critics Society                    | 19. prosince 2017  | Objev roku                                                        | Timothée Chalamet                                               | nominace          |
| Phoenix Critics Circle                          | 16. prosince 2017  | Nejlepší herec ve vedlejší roli                                   | Armie Hammer                                                    | nominace          |
| Phoenix Critics Circle                          | 16. prosince 2017  | Nejlepší herec ve vedlejší roli                                   | Michael Stuhlbarg                                               | nominace          |
| San Diego Film Critics Society                  | 11. prosince 2017  | Nejlepší film                                                     | Dej mi své jméno                                                | nominace          |
| San Diego Film Critics Society                  | 11. prosince 2017  | Nejlepší herec v hlavní roli                                      | Timothée Chalamet                                               | nominace          |
| San Diego Film Critics Society                  | 11. prosince 2017  | Nejlepší adaptovaný scénář                                        | James Ivory                                                     | nominace          |
| San Diego Film Critics Society                  | 11. prosince 2017  | Nejlepší původní skóré                                            | Dej mi své jméno                                                | 2. místo          |
| San Diego Film Critics Society                  | 11. prosince 2017  | Ocenění pro osobu, za kterou je už spousta práce                  | Michael Stuhlbarg                                               | vítězství         |
| San Diego Film Critics Society                  | 11. prosince 2017  | Objev roku                                                        | Timothée Chalamet                                               | nominace          |
| San Francisco Film Critics Circle               | 10. prosince 2017  | Nejlepší film                                                     | Dej mi své jméno                                                | nominace          |
| San Francisco Film Critics Circle               | 10. prosince 2017  | Nejlepší herec v hlavní roli                                      | Timothée Chalamet                                               | nominace          |
| San Francisco Film Critics Circle               | 10. prosince 2017  | Nejlepší herec ve vedlejší roli                                   | Armie Hammer                                                    | nominace          |
| San Francisco Film Critics Circle               | 10. prosince 2017  | Nejlepší herec ve vedlejší roli                                   | Michael Stuhlbarg                                               | nominace          |
| San Francisco Film Critics Circle               | 10. prosince 2017  | Nejlepší adaptovaný scénář                                        | James Ivory                                                     | vítězství         |
| Satellite Award                                 | 10. února 2018     | Nejlepší film                                                     | Dej mi své jméno                                                | nominace          |
| Satellite Award                                 | 10. února 2018     | Nejlepší herec ve vedlejší roli                                   | Armie Hammer                                                    | nominace          |
| Satellite Award                                 | 10. února 2018     | Nejlepší adaptovaný scénář                                        | James Ivory                                                     | nominace          |
| Screen Actors Guild Awards                      | 21. ledna 2018     | Nejlepší herec v hlavní roli                                      | Timothée Chalamet                                               | nominace          |
| Seattle Film Critics Society                    | 18. prosince 2017  | Nejlepší herecké obsazení                                         | Dej mi své jméno                                                | nominace          |
| Southeastern Film Critics Association           | 18. prosince 2017  | Nejlepší film                                                     | Dej mi své jméno                                                | 8. místo          |
| Southeastern Film Critics Association           | 18. prosince 2017  | Nejlepší adaptovaný scénář                                        | James Ivory                                                     | vítězství         |
| St. Louis Film Critics Association              | 17. prosince 2017  | Nejlepší adaptovaný scénář                                        | James Ivory                                                     | nominace          |
| St. Louis Film Critics Association              | 17. prosince 2017  | Nejlepší scéna                                                    | Závěrečná monolog pana Perlmana                                 | nominace          |
| Toronto International Film Festival             | 17. září 2017      | Ocenění publika                                                   | Dej mi své jméno                                                | 3. místo          |
| Toronto Film Critics Association                | 10. prosince 2017  | Nejlepší herec v hlavní roli                                      | Timothée Chalamet                                               | 2. místo          |
| Toronto Film Critics Association                | 10. prosince 2017  | Nejlepší herec ve vedlejší roli                                   | Armie Hammer                                                    | 2. místo          |
| USC Scripter Award                              | 10. února 2018     | Nejlepší scénář                                                   | André Aciman a James Ivory                                      | vítězství         |
| Vancouver Film Critics Circle                   | 8. ledna 2018      | Nejlepší herec v hlavní roli                                      | Timothée Chalamet                                               | nominace          |
| Vancouver Film Critics Circle                   | 8. ledna 2018      | Nejlepší herec ve vedlejší roli                                   | Armie Hammer                                                    | nominace          |
| Washington D.C. Area Film Critics Association   | 8. prosince 2017   | Nejlepší scénář                                                   | Dej mi své jméno                                                | nominace          |
| Washington D.C. Area Film Critics Association   | 8. prosince 2017   | Nejlepší herec v hlavní roli                                      | Timothée Chalamet                                               | nominace          |
| Washington D.C. Area Film Critics Association   | 8. prosince 2017   | Nejlepší herec ve vedlejší roli                                   | Armie Hammer                                                    | nominace          |
| Washington D.C. Area Film Critics Association   | 8. prosince 2017   | Nejlepší herec ve vedlejší roli                                   | Michael Stuhlbarg                                               | nominace          |
| Washington D.C. Area Film Critics Association   | 8. prosince 2017   | Nejlepší adaptovaný scénář                                        | James Ivory                                                     | nominace          |
| Washington D.C. Area Film Critics Association   | 8. prosince 2017   | Nejlepší kamera                                                   | Sayombhu Mukdeeprom                                             | nominace          |
| Women Film Critics Circle                       | 17. prosince 2017  | Nejlepší herec v hlavní roli                                      | Timothée Chalamet                                               | nominace          |
| Writers Guild of America Award                  | 11. února 2018     | Nejlepší adaptovaný scénář                                        | James Ivory                                                     | vítězství         |
| Zlatý glóbus                                    | 7. ledna 2018      | Nejlepší film – drama                                             | Dej mi své jméno                                                | nominace          |
| Zlatý glóbus                                    | 7. ledna 2018      | Nejlepší herec v hlavní roli (drama)                              | Timothée Chalamet                                               | nominace          |
| Zlatý glóbus                                    | 7. ledna 2018      | Nejlepší herec ve vedlejší roli (drama)                           | Armie Hammer                                                    | nominace          |